# Acinonyx pardinensis
Acinonyx pardinensis és una espècie extinta de fèlid que visqué durant el Plistocè. El seu parent vivent més proper és el guepard. Probablement tenia un aspecte i un estil de vida similars al del guepard, excepte pel fet que A. pardinensis tenia la mida d'un lleó (és a dir, era dues vegades més que el guepard). Pesava uns 120 kg i tenia una llargada corporal de 2 m sense comptar la cua, que devia fer 1,40 m.
Visqué a Euràsia durant el Plistocè inferior i mitjà. Durant el Plistocè mitjà compartí l'hàbitat amb jaguars i guepards, cosa que podria haver contribuït al seu declivi.